# Welsh St Donats
Ne doit pas être confondu avec St Donats.
Welsh St Donats (en anglais) ou Llanddunwyd (en gallois) est un village et une communauté du Vale of Glamorgan, au pays de Galles. Il est situé dans le nord du borough de comté, à 4 km au nord-est de la ville de Cowbridge.

## Démographie
Au recensement de 2011, la communauté de Welsh St Donats, qui comprend aussi les villages et hameaux de Maendy, Prisk et Tair Onen, comptait 534 habitants.